# 8181 Rossini
A 8181 Rossini (ideiglenes jelöléssel 1992 ST26) a Naprendszer kisbolygóövében található aszteroida. Ljudmila Vasziljevna Zsuravljova fedezte fel 1992. szeptember 28-án.